# Marinos Ouzounidis
Marinos Ouzounidis (în greacă Μαρίνος Ουζουνίδης) (n. 10 octombrie 1968) este un fost fotbalist grec și antrenor de fotbal.

## Cariera de jucător
Ouzounidis și-a început cariera la profesioniști pentru clubul grec Skoda Xanthi jucând pe postul de fundaș din 1987 până în 1992.
Apoi a fost transferat de Panathinaikos, unde și-a dezvoltat aptitudini de libero, devenind un jucător cheie al echipei care a cucerit Campionatul Greciei în anii 1995 și 1996. În această ultimă perioadă, „trifoii verzi” a ajuns în semifinalele Ligii Campionilor UEFA.
Meciurile bune au dus în cele din urmă un contract pe doi ani cu Le Havre AC în Franța. Ouzounidis a revenit în Superliga Greacă în 1999, unde a jucat la Paniliakos până în 2001.
Ouzounidis a plecat în cele din urmă la APOEL în Cipru și, după ce a câștigat campionatul și Supercupa în 2002, s-a retras după sezonul 2002-2003.
A jucat cincizeci de meciuri pentru Echipa națională de fotbal a Greciei și a fost chiar și căpitanul echipei în timpul selecționerului Vassilis Daniil, făcând un cuplu remarcabil cu Nikos Dabizas, înainte de apariția lui Traianos Dellas în echipă.

## Cariera de antrenorat
Când și-a terminat cariera de fotbalist, Ouzounidis a condus echipa Kappadokes Alexandoupolis (divizia a 4-a) ca antrenor principal. Mai târziu, în sezonul 2005-2006, a ocupat funcția de antrenor secund la Xanthi. În mai 2006 a devenit antrenor la APOEL. Primul său sezon a fost unul foarte bun câștigând campionatul cu trei meciuri înainte de sfârșitul sezonului. Echipa sa a ajuns, de asemenea, în semifinalele Cupei Ciprului. El a demisionat de ls APOEL în al doilea sezon, după patru remize și trei înfrângeri în primele 15 meciuri.
La 9 mai 2008 a acceptat o ofertă de la AEL. În primul său sezon la AEL, a reușit să conducă echipa în playoff și să obțină un loc în următoarea ediție a Europa League. Meciurile bune făcute de echipa sa în primul an păreau să confirme ideea președintelui lui AEL, Piladakis, în legătură cu folosirea de antrenori greci tineri care să conducă echipa spre succes. Din păcate, cel de-al doilea an de la AEL a fost început prost cu echipa diind eliminată în primul tur preliminar al Ligii Europei, iar la 22 februarie 2010 antrenorul a fost demis deoarece Larissa era abia prima peste linia de retrogradare. Pe 9 august, Ouzounidis a semnat un contract cu Iraklis. La data de 31 ianuarie 2011, când echipa se afla la trei puncte de primul loc retrogradabil, a demisionat din funcția de antrenor. În mai 2011, Ouzounidis a revenit la Skoda Xanthi, unde a rămas până în septembrie 2012, demisionând după ce a suferit o înfrângere 0-3 cu PAOK.
În vara anului 2013, Ouzounidis a fost numit antrenorul echipei de Superligă Platanias, dar a părăsit clubul spre sfârșitul anului 2013. În ianuarie 2014, a fost numit director al clubului cretan Ergotelis, înlocuindu-l pe Giannis Petrakis la mijlocul sezonului. A terminat sezonul pe locul al șaptelea, cel mai bun din istoria clubului, acumulând un record de 44 de puncte (la egalitate cu rivala locală de pe locul 6, OFI). A părăsit clubul după încheierea sezonului 2013-2014.
În decembrie 2014, Ouzounidis a fost numit în funcția de antrenor al echipei Panionios, cu care a înregistrat un procentaj mare de victorii, înregistrând 28 de victorii și 20 de remize în 70 de meciuri. La 10 august 2016, contractul său cu clubul a fost reziliat unilateral, după ce consiliul de administrație a aflat că Ouzounidis a purtat discuții cu Olympiacos în vederea numirii sale ca antrenor în timp ce el mai avea contract cu Ouzounidis.
La 1 decembrie 2016, Ouzounidis a semnat un contract pe un an și jumătate cu Panathinaikos pentru a prelua rolul de antrenor lăsat gol la club, imediat după plecarea fostului manager Andrea Stramaccioni. Primul său meci a fost o victorie de 1-0 asupra lui PAOK la stadionul Apostolos Nikolaidis, trei zile mai târziu. El s-a declarat dornic să antreneze echipa, în ciuda faptului că președintele Giannis Alafouzos a oprit finanțarea clubului și a impus reduceri bugetare radicale pentru a reduce datoriile lui Panathinaikos. La 7 mai 2018, Ouzounidis a anunțat că va părăsi clubul la expirarea contractului său, exprimându-și deschiderea spre revenirea la Panathinaikos în viitor, în condiții financiare și administrative diferite.
La 25 mai 2018, Ouzounidis a fost numit în funcția de antrenor al campioanei Greciei în sezonul 2017-2018, AEK Atena, semnând un contact pe doi ani la doar câteva ore după plecarea lui Manolo Jiménez din club.
Pe 6 februarie 2021, Ouzounidis a semnat un contract cu vicecampioana României, Universitatea Craiova după demisia antrenorului Corneliu Papură. În timpul perioadei antrenoratului  său la CS Universitatea Craiova, echipa a reușit să câștige pentru a 8-a oară în istorie Cupa României  și în premieră, Supercupa. În cele din urmă, a fost demis în iulie 2021.

## Palmares

### Ca jucător
Panathinaikos
- Superliga Greciei (2): 1995, 1996
- Cupa Greciei (3): 1993, 1994, 1995
- Supercupa Greciei (2): 1993, 1994

APOEL
- Prima Divizie Cipriotă : 2002
- Supercupa Ciprului: 2002

### Ca antrenor
APOEL
- Prima divizie a Ciprului: 2007

CS Universitatea Craiova
- Cupa României: 2021
- Supercupa României: 2021